# Prairie Creek (Arkansas)
Prairie Creek es un lugar designado por el censo ubicado en el condado de Benton en el estado estadounidense de Arkansas. En el Censo de 2010 tenía una población de 2066 habitantes y una densidad poblacional de 183,17 personas por km².

## Geografía
Prairie Creek se encuentra ubicado en las coordenadas 36°20′20″N 94°3′44″O / 36.33889, -94.06222. Según la Oficina del Censo de los Estados Unidos, Prairie Creek tiene una superficie total de 11,28 km², de la cual 11,27 km² corresponden a tierra firme y (0,05 %) 0,01 km² es agua.

## Demografía
Según el censo de 2010, había 2066 personas residiendo en Prairie Creek. La densidad de población era de 183,17 hab./km². De los 2066 habitantes, Prairie Creek estaba compuesto por el 95,11 % blancos, el 0,48 % eran afroamericanos, el 1,31 % eran amerindios, el 1,26 % eran asiáticos, el 0,05 % eran isleños del Pacífico, el 0,48 % eran de otras razas y el 1,31 % pertenecían a dos o más razas. Del total de la población el 2,03 % eran hispanos o latinos de cualquier raza.